# Voetbalkampioenschap van Jeetze
Het voetbalkampioenschap van Jeetze (Duits: Gauliga Jeetze; vermoedelijk naar de rivier genoemd) was een van de regionale voetbalcompetities van de Midden-Duitse voetbalbond, die bestond van 1923 tot 1930. De kampioen plaatste zich telkens voor de Midden-Duitse eindronde en maakte zo ook kans op de nationale eindronde. De competitie bestond al enkele jaren eerder als tweede klasse van de Kreisliga Elbe en werd in 1923 opgewaardeerd door eerste klasse. 
In 1930 werd de competitie een onderdeel van de competitie van Altmark. De twee competities bestonde nog langs elkaar, maar beide winnaars moesten elkaar bekampen voor een ticket naar de Midden-Duitse eindronde. Na twee seizoenen werden beide competities samengevoegd onder de naam Altmark en na één seizoen werd ook deze competitie afgevoerd toen de Gauliga ingevoerd werd.

## Erelijst
- 1924 VfB 07 Klötze  seizoen niet voltooid
- 1925 FC Salzwedel 09
- 1926 VfB 07 Klötze
- 1927 VfB 07 Klötze
- 1928 FC Salzwedel 09
- 1929 VfB 07 Klötze
- 1930 VfB 07 Klötze

### Kampioenen
| Club            | Titels |
| --------------- | ------ |
| VfB 07 Klötze   | 5      |
| FC Salzwedel 09 | 2      |

### Seizoenen
Voor een overzicht van het aantal seizoenen in de competitie zie Gauliga Altmark.

1923/24 · 1924/25 · 1925/26 · 1926/27 · 1927/28 · 1928/29 · 1929/30